# Pteropus molossinus
Pteropus molossinus — вид рукокрилих, родини Криланових.

## Поширення, поведінка
Країни поширення: Федеративні Штати Мікронезії — атоли Pohnpei, Ant, Pakin. Цей вид був записаний в районах рідних тропічних лісів. Він живиться від плодів Pandanus і Clinostigma і квітів Ceiba pentandra. Самиці народжують одне маля за раз.

## Загрози та охорона
Вид може опинитися під загрозою втрати місця існування через перетворення природних лісів на оброблювані землі й плантації, особливо кави. Вид занесений до Додатка I СІТЕС, діє заборона міжнародної торгівлі цього виду з 1989 року. Він мешкає в природоохоронних територіях: англ. Pohnpei Watershed Forest Reserve і англ. Ant Atoll Conservation Area.